# 보령 충청수영성
보령 충청수영성(保寧 忠淸水營城, 영어: Navy Headquarters of Chungcheong-do Province, Boryeong)은 대한민국 충청남도 보령시 오천면 일대에 있는 성곽이다. 1973년 12월 24일 충청남도의 기념물 제9호 보령오천성으로 지정되었다가, 2009년 8월 24일 대한민국의 사적 제501호 충청수영성으로 승지정되었고, 2011년 7월 28일 보령 충청수영성으로 문화재 명칭이 변경되었다.

## 문화재(사적) 지정 사유
충청수영성은 성지(城址) 뿐만 아니라 그 주변 지형이 거의 원형을 유지하고 있을 뿐만 아니라 경관적으로도 우수한 상태이며, 수영성의 입지를 연구할 수 있는 귀중한 자료로서 역사적, 학술적 가치가 높아 국가지정문화재(사적)으로 지정되었다.

## 현지 안내문
충청수영성은 조선 초기에 설치되어 고종 33년(1896) 폐영(廢營)되었으며, 그 규모는 『세종실록지리지』 기록에 따르면 조선 초기 충청수영과 그 산하에 배속된 군선과 병력이 군선(軍船) 142척에 수군 수(水軍數)가 총 8,414명에 이르렀다고 한다.
충청도 서해안 지역에 위치하여 한양으로 가는 조운선(漕運船)을 보호하고 왜구침탈을 방지했고, 근대에는 이양선을 감시하는 등의 역할을 했다. 선조 29년(1596), 충청수사 최호가 충청수영의 본영과 속진의 수군을 이끌고 남해 한산도에 머물며 수군통제사 원균의 지휘를 받다가 이듬해인 선조 30년(1597) 7월 1일 일본군에 패하여 통제사 원균과 함께 전사했다.
또한, 충청수영성은 천수만 입구와 어우러지는 경관이 수려하여 조선시대 시인 묵객들의 발걸음이 잦았던 지역으로 성내의 영보정이 유명했고, 서문 밖 갈마진두(渴馬津頭)는 충청수영의 군율 집행터로 병인박해(丙寅迫害) 때 천주교 신부 다섯 명이 순교한 곳이다.
근대에 들어 도로개설이나 호안매립 등으로 인하여 훼손된 일부 구간을 제외하면 충청수영성은 나머지 성지(城址) 뿐만 아니라 그 주변 지형이 거의 원형을 유지하고 있으며 군사목적에서 마련된 충청지역 수군 지휘부로써 충남의 수군편제와 조직, 예하 충청지역 해로(海路) 요해처(要害處)에 배치되었던 수군진과의 영속 관계 등을 보여주는 귀중한 유적으로 역사적․학술적 가치가 높다.

※(충청수영성 → 보령 충청수영성)으로 명칭변경 (2011.07.28 고시)

## 같이 보기
- 충청수영 내삼문 - 충청남도 유형문화재 제210호
- 충청수영 장교청 - 충청남도 문화재자료 제411호
- 충청수영 진휼청 - 충청남도 문화재자료 제412호

## 참고 자료
- 보령 충청수영성 - 국가유산청 국가유산포털